# Navagatorsk
Navagatorsk (Eleginus nawaga) är en torskfisk som finns i arktiska vatten.

## Utseende
Navagatorsken är en långsträckt fisk som liknar polartorsken. Den har gråbrun ovansida som ljusnar mot buken och är försedd med mindre, mörka fläckar. Arten blir upp till 42 cm lång, samt har tre ryggfenor och två bukfenor. 

## Vanor
Arten lever i strandnära, grunda vatten, gärna med gyttjebotten. Den kan gå upp i flodernas brack- och sötvatten. Födan består framför allt av maskar och kräftdjur, men den kan även ta mindre fiskar.

## Utbredning
Navagatorsken lever i Arktis från Kolahalvön över Vita havet, Barents hav till Karahavet och Obs mynning.